# Regionalwahl in der Lombardei 2000
Die Regionalwahl in der Lombardei 2000 fand am 16. April statt; der Regionalrat und der Präsident der Region Lombardei wurden gleichzeitig gewählt.

## Wahlergebnis
| Kandidaten                            | Kandidaten               | Stimmen   | %    | Listen                           | Stimmen   | %    | Mandate |
| ------------------------------------- | ------------------------ | --------- | ---- | -------------------------------- | --------- | ---- | ------- |
|                                       | Roberto Formigonigewählt | 3.355.803 | 62,4 | Forza Italia                     | 1.539.359 | 33,8 | 24      |
| Lega Nord                             | Roberto Formigonigewählt | 3.355.803 | 62,4 | 702.479                          | 15,4      | 10   |         |
| Alleanza Nazionale                    | Roberto Formigonigewählt | 3.355.803 | 62,4 | 441.087                          | 9,7       | 6    |         |
| Cristiani Democratici Uniti           | Roberto Formigonigewählt | 3.355.803 | 62,4 | 111.112                          | 2,4       | 1    |         |
| Centro Cristiano Democratico          | Roberto Formigonigewählt | 3.355.803 | 62,4 | 76.423                           | 1,7       | 1    |         |
| Partito Pensionati                    | Roberto Formigonigewählt | 3.355.803 | 62,4 | 71.925                           | 1,6       | 1    |         |
| Partito Socialista – Socialdemocrazia | Roberto Formigonigewählt | 3.355.803 | 62,4 | 31.178                           | 0,7       | –    |         |
| Liberal Sgarbi – I Libertari          | Roberto Formigonigewählt | 3.355.803 | 62,4 | 21.876                           | 0,5       | –    |         |
| Mandate der Listengruppe              | Roberto Formigonigewählt | 3.355.803 | 62,4 | –                                | –         | 8    |         |
| ↳ Gesamt                              | Roberto Formigonigewählt | 3.355.803 | 62,4 | 2.995.439                        | 65,8      | 51   |         |
|                                       | Mino Martinazzoli        | 1.692.474 | 31,5 | Centro-sinistra per Martinazzoli | 918.345   | 20,2 | 19      |
| Partito della Rifondazione Comunista  | Mino Martinazzoli        | 1.692.474 | 31,5 | 289.572                          | 6,4       | 5    |         |
| SDI - Liberali - Pensioni & Lavoro    | Mino Martinazzoli        | 1.692.474 | 31,5 | 86.517                           | 1,9       | 1    |         |
| Nicht gewählte Direktkandidat         | Mino Martinazzoli        | 1.692.474 | 31,5 | –                                | –         | 1    |         |
| ↳ Gesamt                              | Mino Martinazzoli        | 1.692.474 | 31,5 | 1.294.434                        | 28,4      | 26   |         |
|                                       | Benedetto Della Vedova   | 178.406   | 3,3  | Lista Emma Bonino                | 154.396   | 3,4  | 3       |
|                                       | Nerio Nesi               | 110.202   | 2,0  | Partito dei Comunisti Italiani   | 86.027    | 1,9  | –       |
|                                       | Giorgio Schultze         | 43.696    | 0,8  | Partito Umanista                 | 25.350    | 0,6  | –       |
| Gesamt                                | Gesamt                   | 5.380.581 | 100  |                                  | 4.555.646 | 100  | 80      |